# Praganus hofferi
Praganus hofferi är en insektsart som beskrevs av Dlabola 1947. Praganus hofferi ingår i släktet Praganus och familjen dvärgstritar. Inga underarter finns listade i Catalogue of Life.